# Ґалковиці-Старі
Ґалковиці-Старі (пол. Gałkowice Stare) — село в Польщі, у гміні Каменськ Радомщанського повіту Лодзинського воєводства.
Населення — 271 особа (2011).
У 1975-1998 роках село належало до Пйотрковського воєводства.

## Демографія
Демографічна структура станом на 31 березня 2011 року:
|          | Загалом | Допрацездатний вік | Працездатний вік | Постпрацездатний вік |
| -------- | ------- | ------------------ | ---------------- | -------------------- |
| Чоловіки | 137     | 26                 | 94               | 17                   |
| Жінки    | 134     | 29                 | 68               | 37                   |
| Разом    | 271     | 55                 | 162              | 54                   |